# Boğdan Sarayi

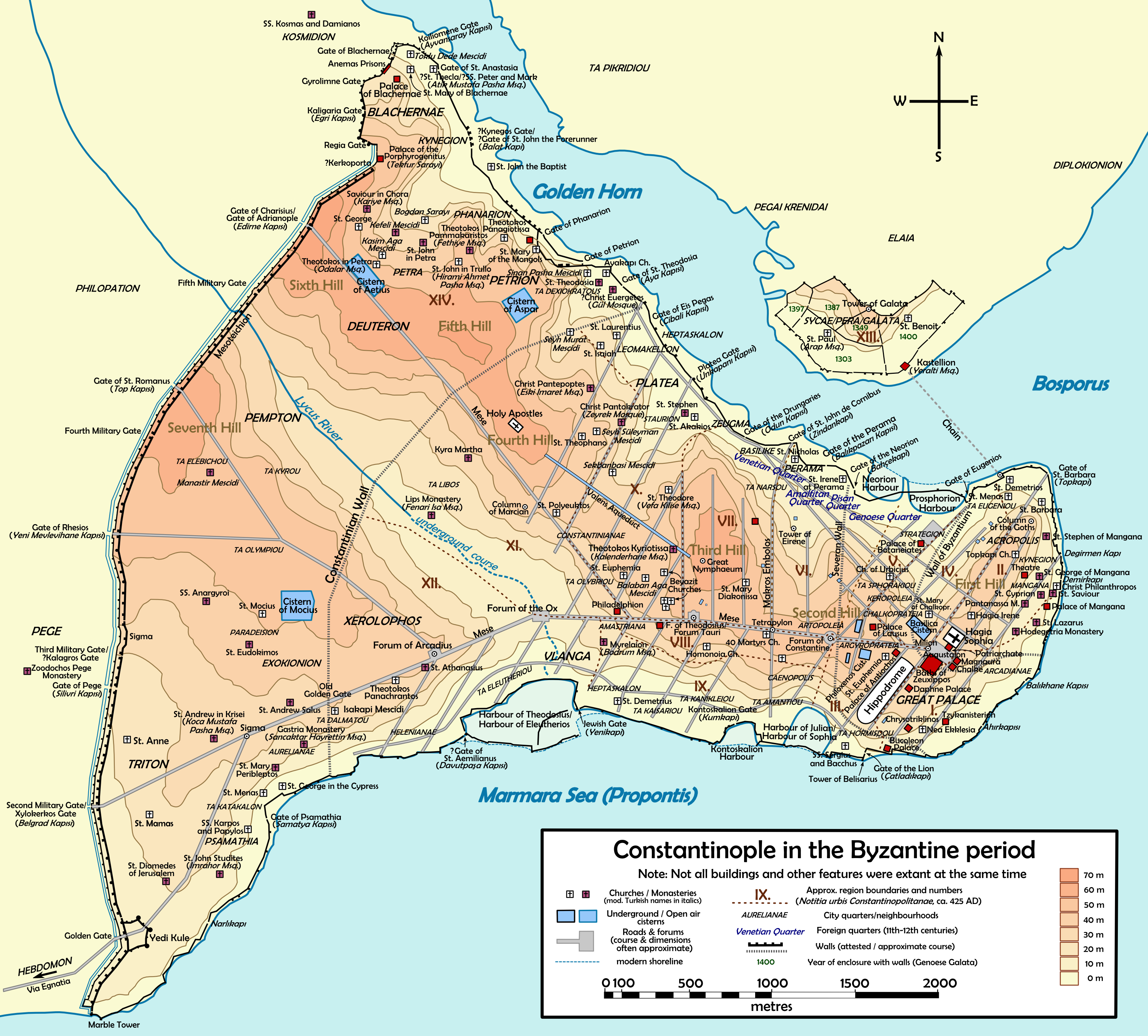
Mappa di Costantinopoli bizantina. Il Boğdan Sarayi si trova vicino alla parte orientale delle mura terrestri, a circa 250 m a est della Chiesa di Chora.

Il Boğdan Sarayi (turco per "Palazzo di Bogdania (Moldavia)") era una chiesa ortodossa sita nella più grande città della Turchia, Istanbul. Eretta in epoca bizantina, la sua dedica originale è sconosciuta. Nell'era ottomana il piccolo edificio, dedicato a San Nicola di Myra, era noto come Agios Nikólaos tou Bogdansarághi (in greco Ἅγιος Νικόλαος τοῦ Βογδανσαράγι)?, e faceva parte della residenza di Istanbul della legazione dell'hospodar di Moldavia presso la Sublime porta. L'edificio - le cui parti fuori terra sono quasi completamente scomparse - è un esempio minore di architettura bizantina a Costantinopoli.

## Ubicazione
I resti della chiesa si trovano a Istanbul, nel distretto di Fatih, nel Mahalle di Salmatomruk, non lontano da Edirnekapı (l'antica porta di Carisio), a 250 m a est del museo di Chora e 100 m a nord della Moschea Kefeli, entrambi ex edifici religiosi bizantini. Nel 2012 le rovine dell'edificio erano difficilmente accessibili, poiché racchiuse in un negozio di pneumatici a Draman Caddesi 32.

## Storia

### Età bizantina

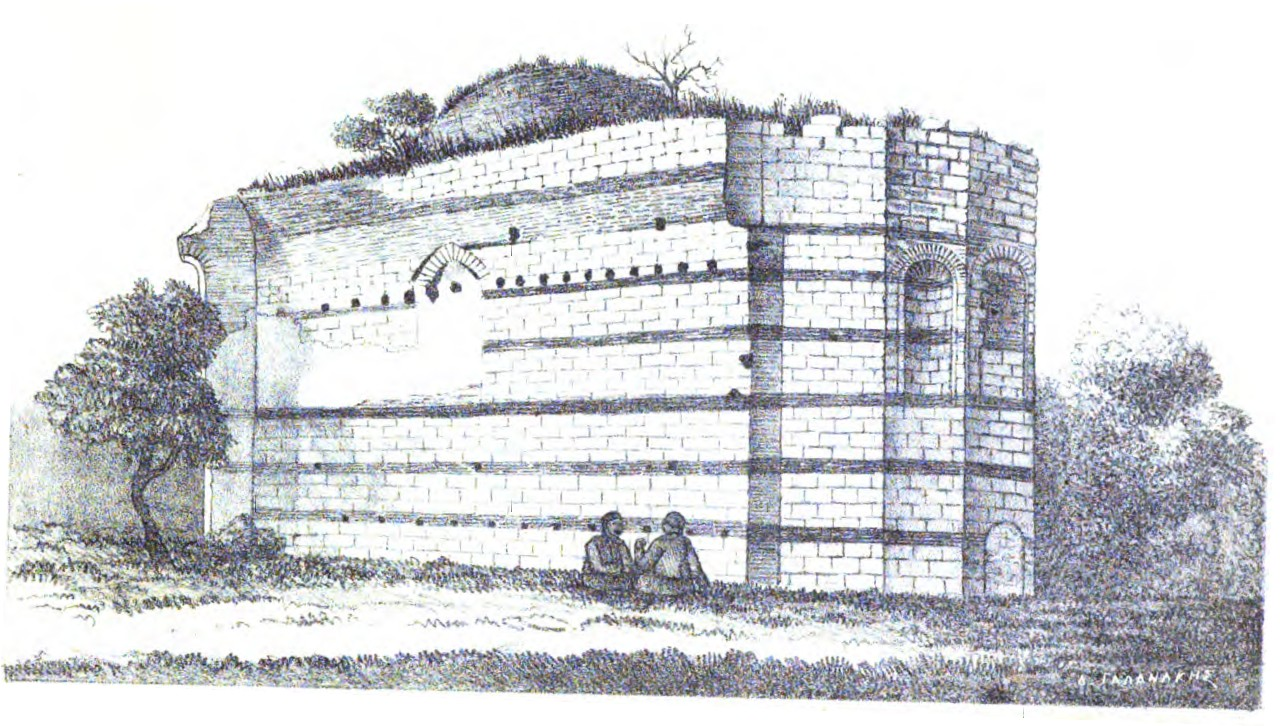
La cappella vista da nord-est in un disegno del 1877, da A.G. Paspates Studi topografici bizantini.

L'edificio fu eretto sul pendio della sesta collina di Costantinopoli, in posizione dominante sul Corno d'oro. Nulla si sa sull'edificio nell'età bizantina, ma a causa della sua posizione esso era probabilmente un annesso del monastero di San Giovanni Battista nella Roccia (in greco antico: Ἅγιος Ιωάννης Πρόδρομος ἐν τῇ Πὲτρα?, Hagios Ioannis Prodromos it ti Petra), uno dei più grandi monasteri di Costantinopoli, dove, tra le altre reliquie, erano conservati gli strumenti della Passione di Cristo. Tuttavia, a causa delle sue piccole dimensioni è improbabile che l'edificio fosse il katholikon (chiesa principale) del monastero. Secondo alcune fonti esso fu eretto nel dodicesimo secolo, durante l'età comnena, mentre per altri è una fondazione paleologa del XIV secolo. Il suo orientamento nord-sud mostra che esso fu originariamente concepito non come una chiesa, ma piuttosto come una cappella funeraria.

### Età Ottomana
Dopo la caduta di Costantinopoli nelle mani degli ottomani nel 1453, nel XVI secolo la cappella divenne parte della grande proprietà terriera acquistata dall'Ospodaro di Moldavia per ospitare i suoi inviati a Istanbul e venne chiamato di conseguenza Boğdan Sarayi ("Palazzo Moldavo"). In questo senso, il suo utilizzo come cappella privata di una casa patrizia rappresenta una rarità nella città ottomana. All'inizio del XVIII secolo il complesso - una proprietà ambita perché l'alto muro di confine la proteggeva dagli incendi - fu affittato dal Sultano come residenza per diversi inviati stranieri, tra cui gli ambasciatori svedesi alla Sublime Porta, P. Strasburg e C. Rolomb, che soggiornarono a Istanbul rispettivamente nel 1634 e nel 1657/58. Nel giugno del 1760, il Fanariota Giovanni Callimachi lo assegnò al monastero russo di San Pantaleone sul Monte Athos. Il complesso bruciò nell'incendio del 1784, e in seguito il terreno fu utilizzato solo come orto. Il possesso della chiesa da parte del monastero dell'Athos fu confermato di nuovo da parenti di Callimaches nel gennaio del 1795 e nell'agosto del 1814, ma i monaci russi mostrarono poco interesse per il restauro della chiesa, probabilmente a causa dello stato di guerra tra l'Impero russo e la Sublime Porta. Nel diciannovesimo secolo l'edificio decadde gradualmente e dopo il terremoto di Istanbul del 1894 cadde in rovina. Nel 1918 un archeologo tedesco intraprese degli scavi clandestini e trovò nella cripta tre tombe senza nome. Nella seconda metà del XX secolo i resti dell'edificio furono rinchiusi in una baracca (in turco: Gecekondu) e oggi, all'interno di un negozio di pneumatici, sono difficilmente accessibili. Nel 2012 le parti fuori terra erano quasi scomparse, e solo la cripta esiste ancora.

## Descrizione

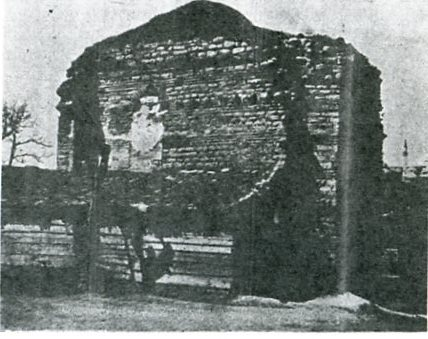
Veduta dei resti dell'edificio nel 1908, con la muratura in vista.

L'edificio aveva una pianta rettangolare, con lati di 6,20 m e 3,50 m, ed era originariamente composto da due piani, costituiti da una cappella fuori terra e da una cripta sotterranea. La cappella era sormontata da una cupola con pennacchi che insistevano su due archi trasversali lungo le pareti, e terminava verso nord con un Bema e un'abside poligonale adornata esternamente con nicchie, mentre la cripta era sormontata da una volta a botte e aveva anche una semplice abside. Il motivo utilizzato nella muratura dell'edificio consisteva nella replica di tre o quattro file di pietre bianche alternate a una fila di mattoni rossi, ottenendo un effetto cromatico tipico del tardo periodo bizantino. L'orientamento nord-sud suggerisce l'uso dell'edificio come cappella funeraria, piuttosto che come chiesa, poiché le chiese di Costantinopoli erano quasi sempre orientate in direzione est-ovest. L'attestata esistenza precedente di resti di mura perpendicolari alla struttura indica la possibilità che questo fosse parte di un complesso più grande, molto probabilmente il monastero di San Giovanni di Petra, uno dei più grandi complessi monastici di Costantinopoli.